# 阿育王寺
29°50′57″N 121°44′20″E / 29.84917°N 121.73889°E
阿育王寺是中国浙江省宁波市一座始创于西晋的佛寺，位于鄞州区五乡镇宝幢鄮山西麓，以印度孔雀王朝君主阿育王命名，相传寺中藏有释迦牟尼顶骨舍利。佛寺在南宋被列为“天下五山之第五”，同时也是日本临济宗祖庭，在中日文化交流史上有重要的地位。寺院屡兴屡废，初为律宗，后改禅宗，现有建筑多始建于元、明、清三朝，且多为清代重建。1992年修复、扩建后，共有建筑600余间，占地12.46万平方米:2778。1983年4月，阿育王寺被列为汉族地区佛教全国重点寺院，2006年成为为全国重点文物保护单位。因其对外交流史中的作用，阿育王寺也是中国世界文化遗产预备名单中“海上丝绸之路”项目遗产点之一。

## 历史

### 开山
据明万历《明州阿育王寺山志》载，阿育王寺始建于西晋太康三年（282年），最初的寺址在玉几山下的乌石岙，位于今宁波市北仑区大碶街道嘉溪村，开山者为西晋高僧慧达，本名刘萨诃。关于建寺有两种说法，第一种说法称慧达寻找舍利时，行至鄮山乌石岙内，听闻地下有声，便在此结庐诵经，三日后舍利宝塔从山中涌出，慧达在此建寺供养。另一种说法则出自慧皎《高僧传》，指舍利宝塔为慧达发现残塔中有光芒闪烁，此后请人挖掘而得。刘宋元嘉二年（425年），宋文帝赐寺院寺田并增广寺舍。南梁普通三年（522年），梁武帝命扩建殿堂房屋，因传说舍利为阿育王送来，因而赐额“阿育王寺”，由萧子云题字，座山也因寺得名:2775。大同六年（540年），扩建储藏舍利塔的木浮屠，将武帝及昭明太子萧统像也藏于塔中，寺院声名大振。

### 唐宋

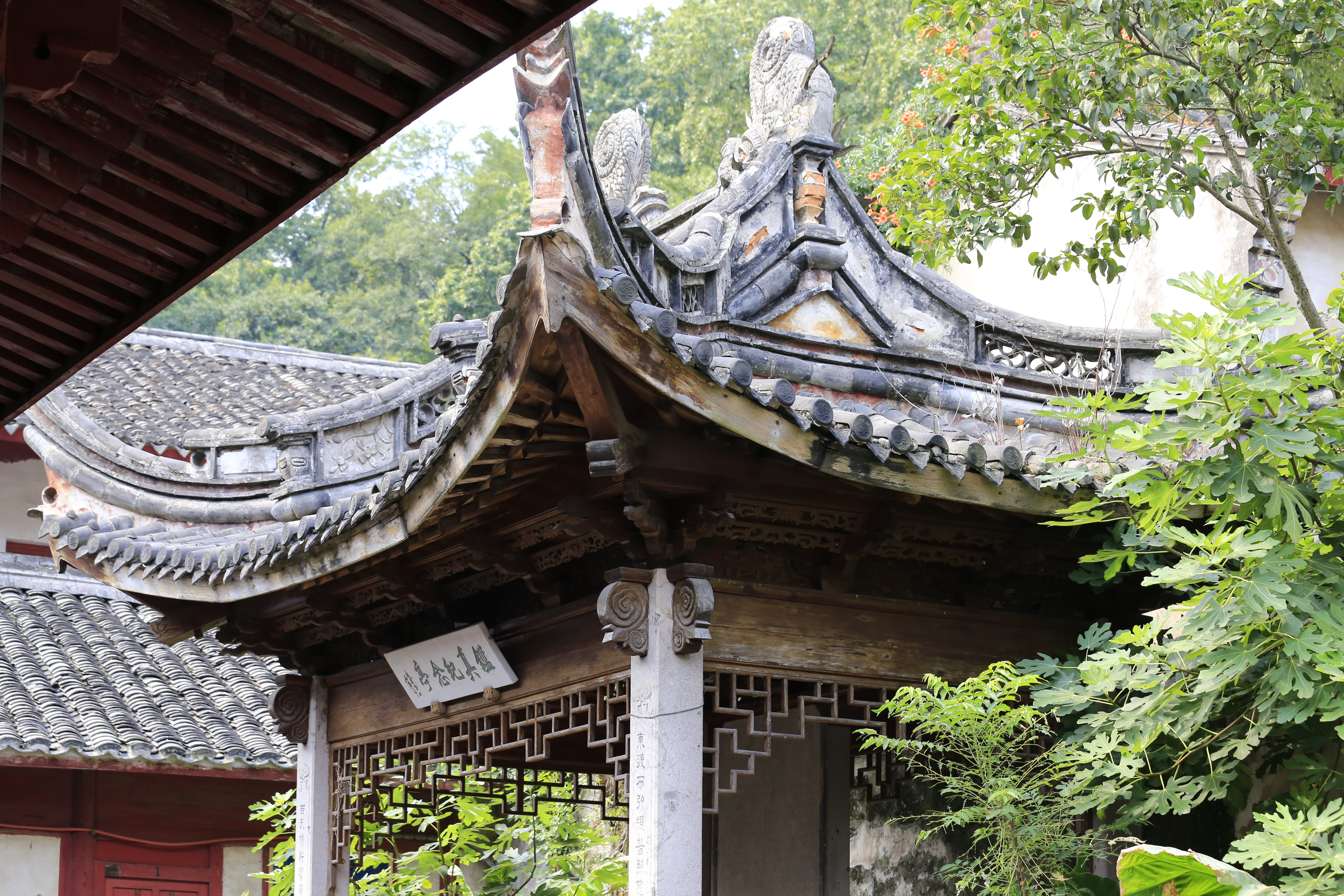
阿育王寺鉴真纪念亭

隋开皇十七年（597年），隋炀帝下令重建因战乱毁坏的阿育王寺。唐先天二年（713年），了缘修建西塔院，又称西塔寺，即今日寺址，此后西塔寺逐渐成为阿育王寺主要的宗教活动场所，而乌石岙东塔寺则逐渐冷落直至废弃。天宝二年（743年），鉴真第三次东渡失败，获救后曾住锡于阿育王寺，同行的日本僧人普照曾长时间在阿育王寺居住。会昌五年（845年），唐武宗灭佛，舍利被官府没收，5年后归还寺院。五代后周显德五年（958年），寺遭火毁。宋建隆元年（960年）修复:2776。
端拱元年（988年），宣密素任阿育王寺住持，此时寺院由律宗改为禅宗，宣密素也被尊为第一代祖师。大中祥符元年（1008年），阿育王寺被朝廷定名为“阿育王山广利禅寺”，拓为十方禅刹。天禧五年（1021年）寺院朝向由朝西改为朝南，庆历年间修葺舍利殿，新建上塔。南宋建炎年间及淳熙二年（1175年），舍利塔曾被迎至皇宫供奉，宋高宗、宋孝宗先后赐阿育王寺“佛顶光明之塔”匾及“妙胜之殿”匾。乾通四年（1168年）及淳熙十四年（1187年），日本僧人荣西曾至阿育王寺等佛寺参学，回国后创立日本临济宗。嘉定年间定“禅院五山十刹”，阿育王寺被列为“五山”之第五山。淳祐年间，法堂、舍利殿和轩舍再次得到扩建:2776。

### 元代至清代

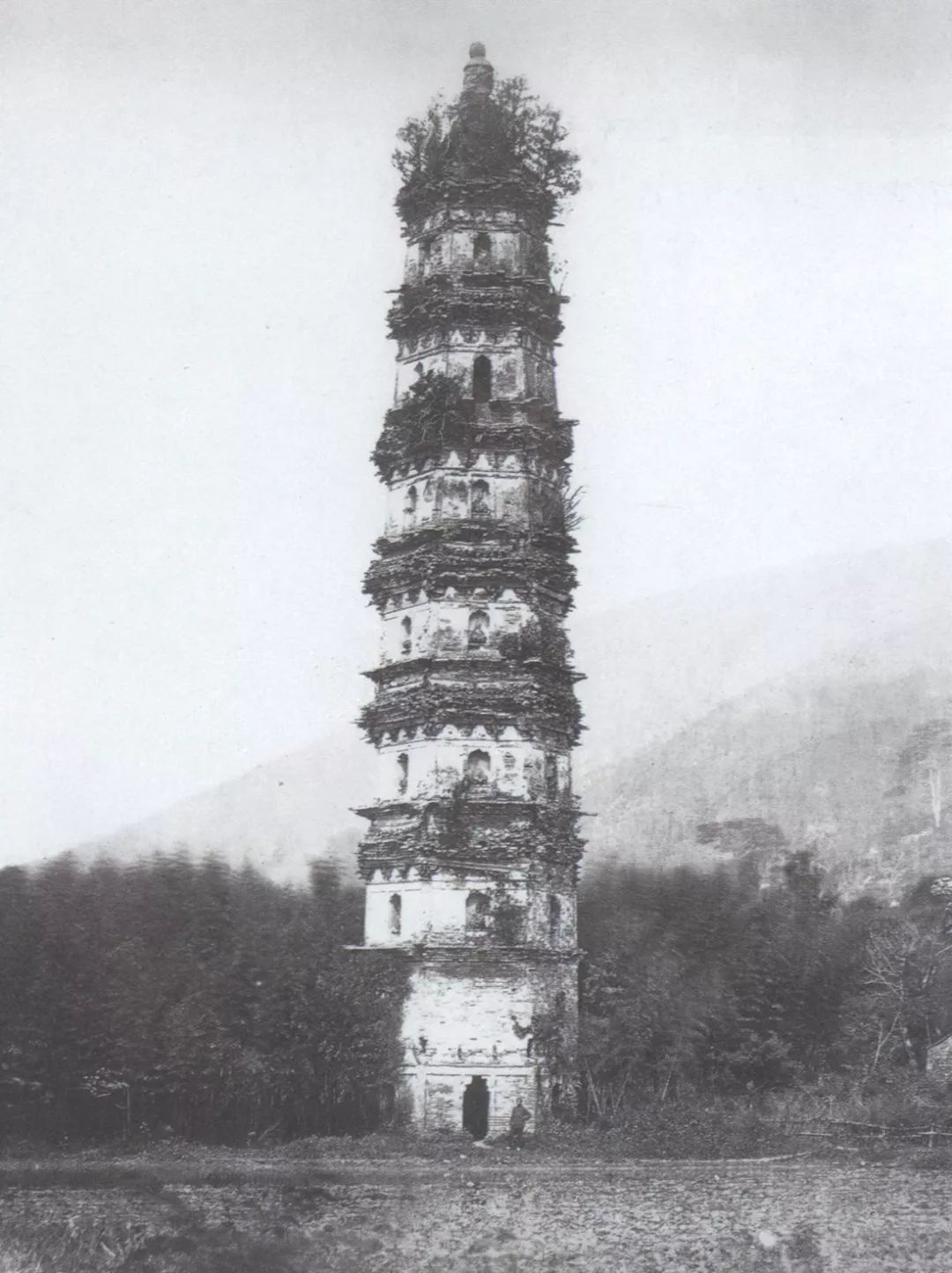
拍摄于19世纪60年代的阿育王寺西塔

元世祖至元十三年（1276年），舍利被迎入大都宫中供奉，数月后复还。至正年间，鄮峰草堂、承恩阁和下塔得到新建和重建。明洪武年间，寺产获得大规模扩充，寺院建筑也进行了扩建。洪武十五年（1382年），朱元璋赐名“阿育王禅寺”，并封为“天下禅宗五山之第五”:2776。万历年间，慈圣皇太后赐寺院舍利铜塔:18，寺僧在住持传瓶带领下造山门及僧舍百余间，时称中兴。清康熙元年（1662年），寺毁于火，康熙十九年（1680年）重修。光绪至宣统年间，先后重修普同塔院、方丈室、天王殿、大雄宝殿等建筑:2776,2778。

### 民国以后
中华民国元年（1912年），寺院进一步扩建，1920年重建舍利殿，新建藏经楼，修大悲阁，舍利殿使用黄色琉璃瓦覆顶。1921年，重建位于乌石岙的古育王寺，今存遗址。1930年天王殿失火被焚，1932年完成重修。中国人民解放军占领宁波后，1949年秋，大悲阁、禅堂等建筑在国军飞机轰炸中毁坏，1955年修复:2778。文化大革命开始后，1968年11月，宝幢公社的“贫下中农宣传队”进驻阿育王寺，捣毁了全部佛像。1969年10月，因“战备需要”，部队进驻阿育王寺，部分房屋交予鄞县丝织厂使用。在此期间，寺院建筑遭到严重破坏。1970年，寺僧遭到遣散。在此之前，僧人将舍利塔交由鄞县财政局保管，后移交至鄞县文物管理委员会。
文化大革命结束后，中国开始重新落实宗教政策。1978年11月，财政部拨款修复阿育王寺天王殿、大雄宝殿、舍利殿等建筑:148。1981年，舍利塔复归阿育王寺，1983年4月被国务院列为汉族地区佛教全国重点寺院。至1992年，寺院先后修复下塔、上塔，重建大悲阁，复建上塔院等建筑，建筑总数达到600余间:2778。1992年，寺东新建东塔，为七级八角宝塔，1995年竣工:19。2011年11月8日，新山门竣工，匾额由江泽民题写。

## 建筑布局

阿育王寺平面图

阿育王寺位于宁波市鄞州区五乡镇宝幢，距离宁波市中心20千米。佛寺坐落于鄮山（育王山）西麓，东西被璎珞、宝幢两山环抱，面对玉几山，佛家称“六殊胜八吉祥地”，为建寺的形胜之地:2593。经历代营建，寺院占地达12万平方米，有建筑近700间，建筑面积2.4万平方米。当下寺院的结构可分为中轴礼佛区及西塔院、东塔院和上塔院四部分。

### 中轴线
阿育王寺中轴线符合中国传统寺庙的贯联式布局，中轴线建筑由南向北依次为山门、二山门，放生池、天王殿、大雄宝殿、舍利殿、法堂（藏经楼），左侧为钟楼、舍利单、先觉堂、大悲阁等建筑，右侧有云水堂、鄮峰草堂、拾翠楼、祖师殿、承恩堂、方丈殿、宸奎阁、寮房等建筑。建筑依山坡而建，依次升高:2453-2454。
放生池位于轴线南侧，又名阿耨达池、内万工池，长50米，宽30米，南栏内侧有董其昌书“鱼乐园”，北栏内侧有竹禅法师书“阿耨达池”。池东为钟楼，西南数步有畹荃题“妙喜泉”碑，旁有石井:2593-2595。天王殿建于1932年，为重檐歇山顶，长31.8米，深23.7米，高19.6米，面阔七间。屋顶铺黑瓦，正脊有“国基巩固”四字，正门“八吉祥地”匾为赵朴初所写。大雄宝殿建于清康熙十八年（1679年），宣统三年（1911年）重修。建筑为重檐歇山顶，长33.8米，深20.7米，高15.8米，面阔七间。屋顶铺黑瓦，正脊有“风调雨顺”四字，下檐横匾“觉行俱圆”为乾隆帝手书:149。舍利殿始建于康熙十七年（1678年），重修于1916年。建筑为重檐歇山顶，长22米，深18.8米，高16米，使用黄色琉璃瓦盖顶，面阔五间。檐间方额“妙胜之殿”匾为宋孝宗所书，殿内正中“佛顶光明之塔”为宋高宗所书:2453-2454:149。法堂、藏经楼为同一座建筑，下层为法堂，上层为藏经楼。建筑建于1920年，长22.6米，深19.6米，高12.8米，面阔五间，其“天龙共护”匾为徐世昌所书:149。

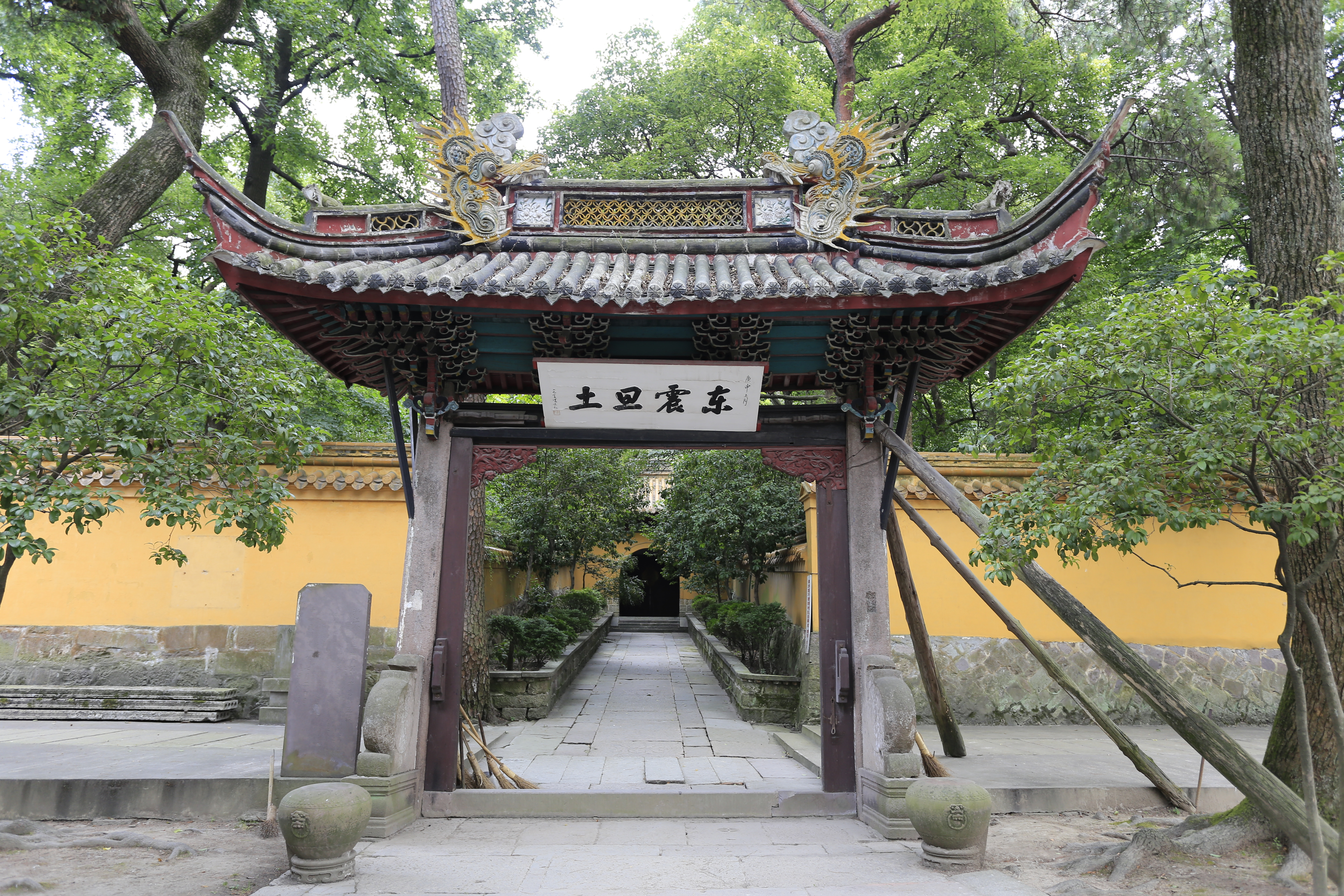
旧山门内的“东南佛国—东震旦土”牌坊
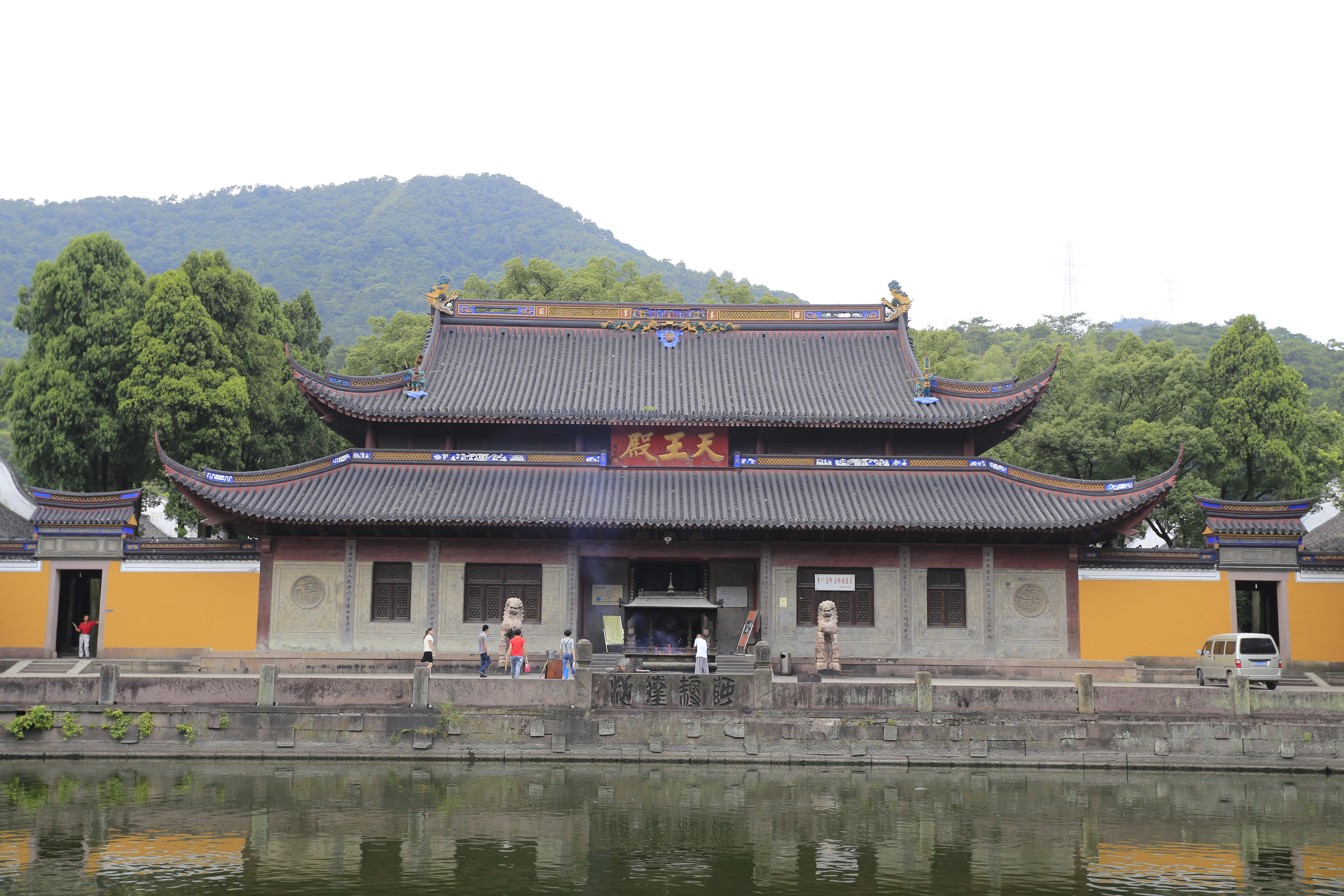
放生池和天王殿（1932年重修）
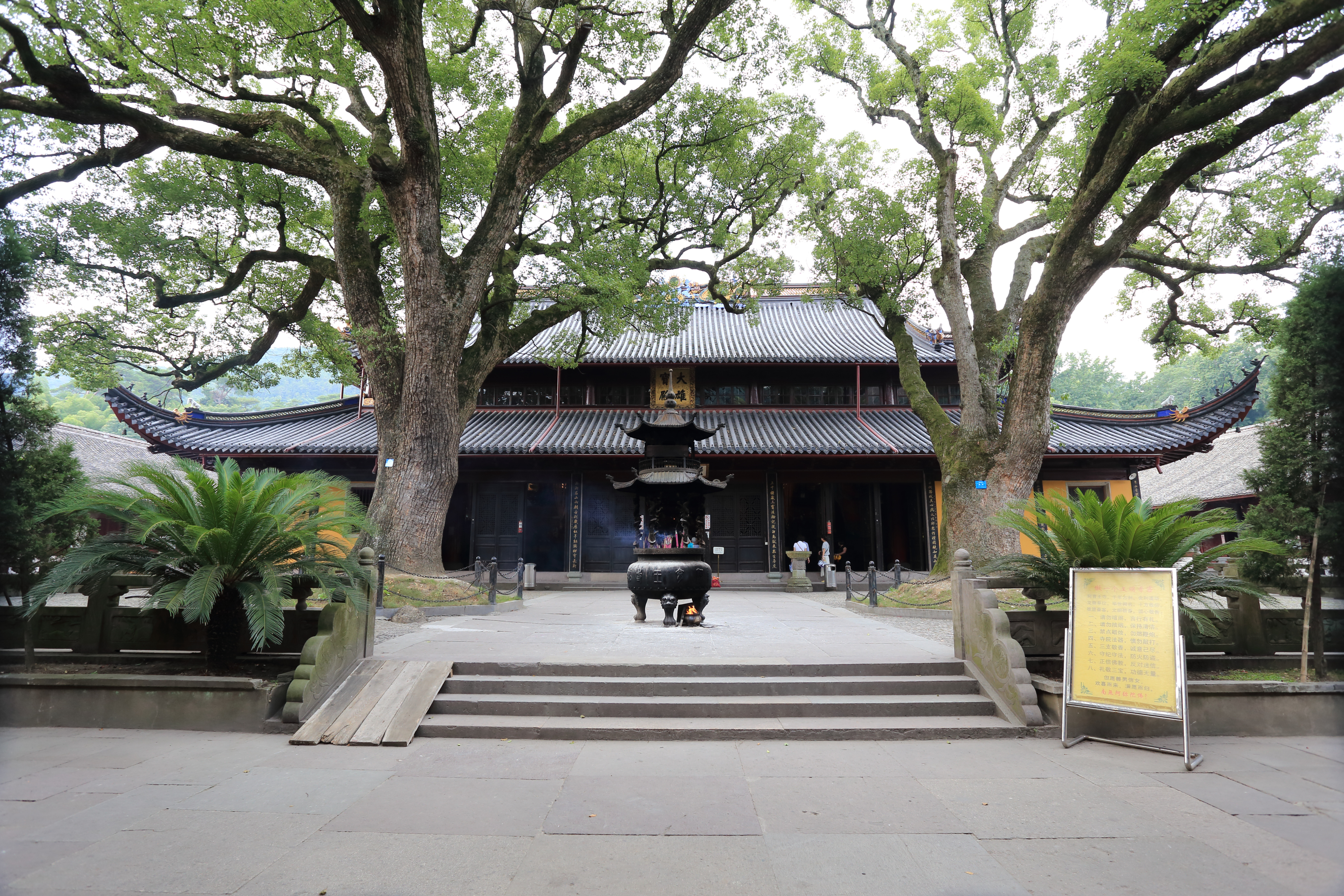
大雄宝殿（1911年重修）
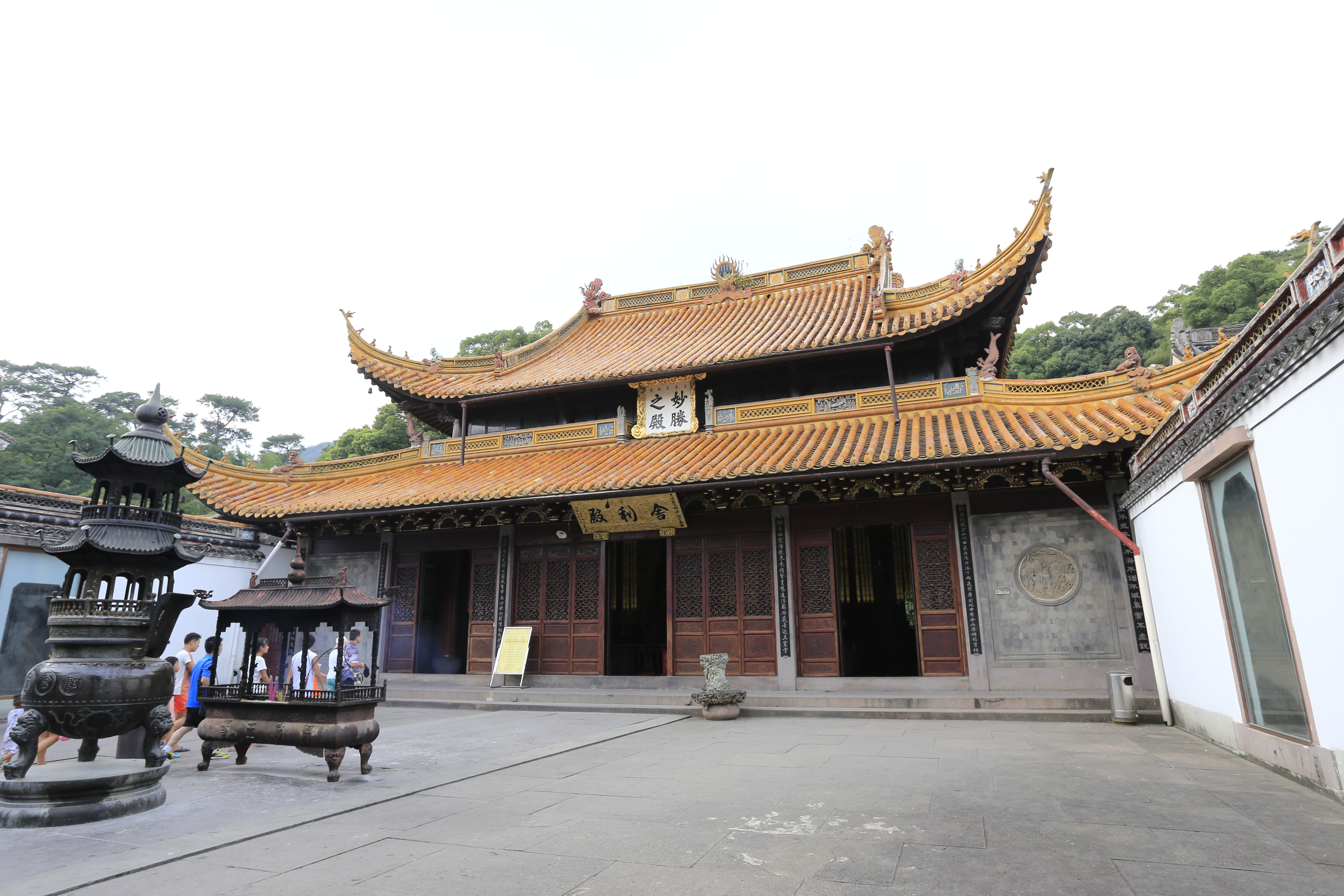
舍利殿
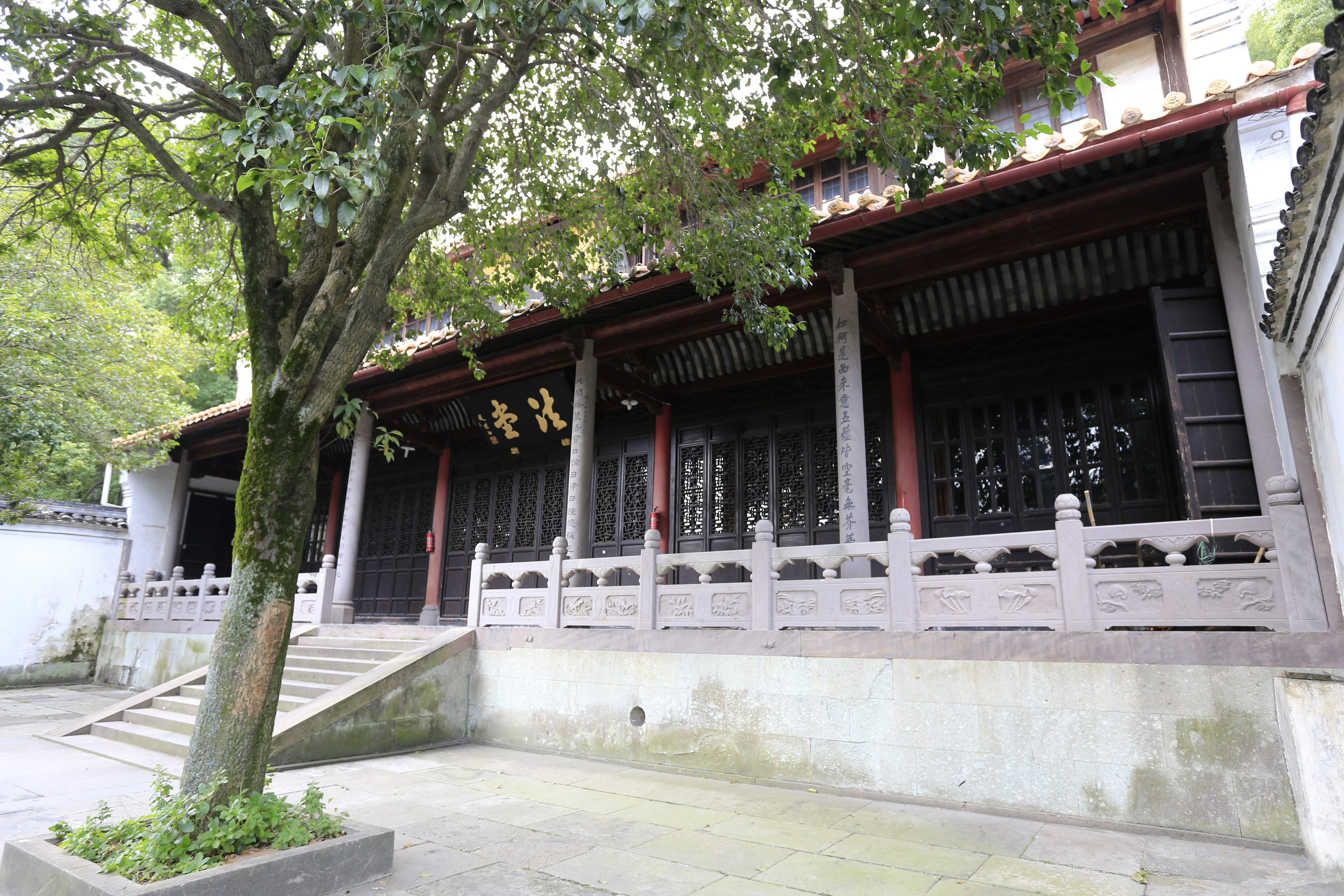
法堂（藏经楼）

### 寺塔及塔院
寺内有三座塔，分别为下塔（西塔）、上塔和东塔。下塔位于寺院西侧，始建于唐开元年间，元至正二十四年（1364年）拆除重建，今存，为浙江省内少有的元塔。塔高36米，七层六面仿木结构，顶部有塔刹，每层有腰檐，为叠涩出檐，内部中空，有砖梯可登顶，有白云竹院，1979年修复，后扩建西塔楼，白云竹院改为阿育王寺佛教居士林:2454。上塔位于寺院东北鄮山上，相传建于西晋太康年间，北宋政和年间重修，明正德年间修葺。塔高30米，七层六面。建成时有塔院，后毁，塔亦曾遭雷击毁坏，1991年修复，同时复建塔院及登山台阶:2594。东塔为寺僧根据明成化四年（1468年）日本僧人雪舟所绘《育王山图》复建，塔高53米，为八面七层混凝土结构，同时建有东塔院。

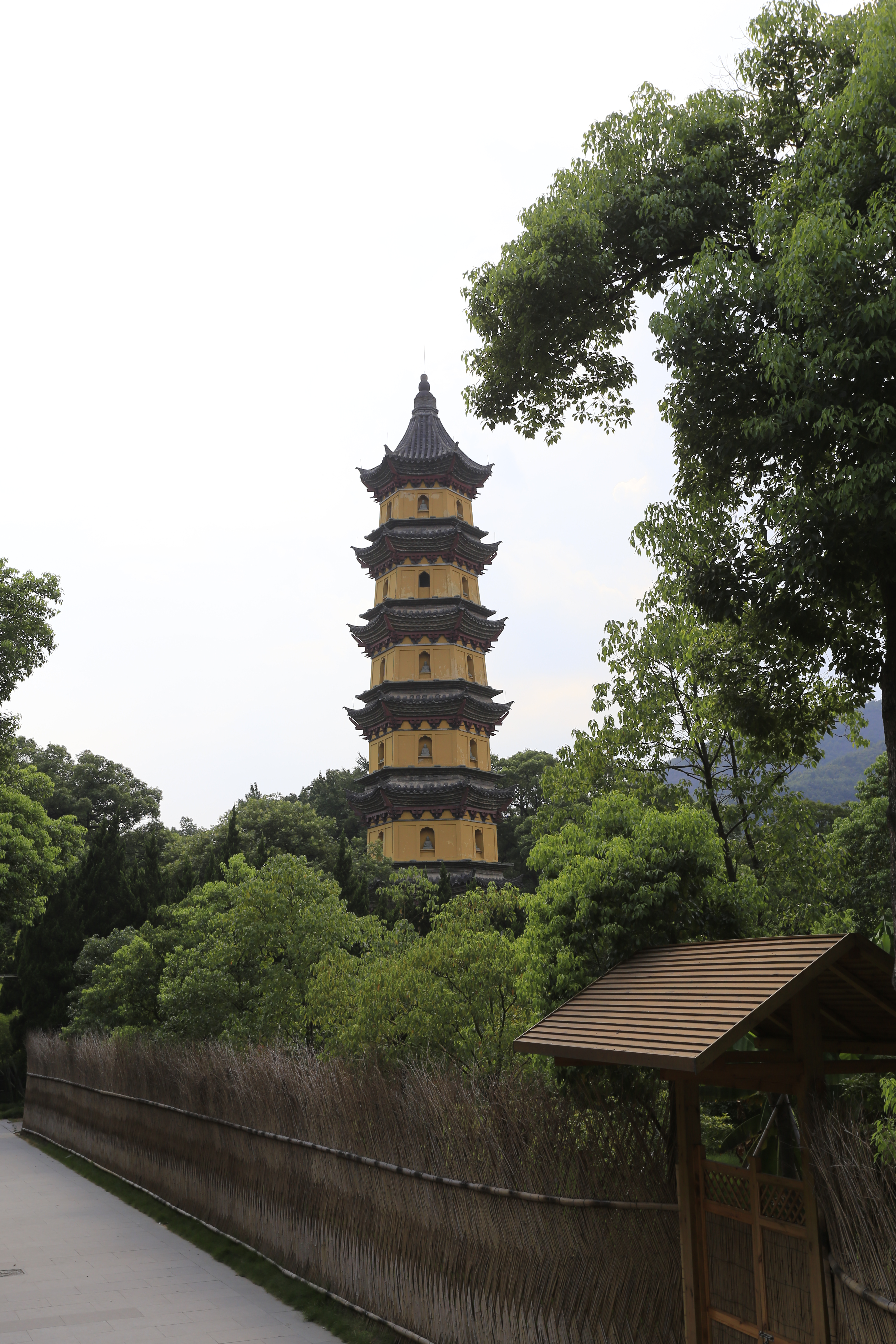
西塔（1365年建）
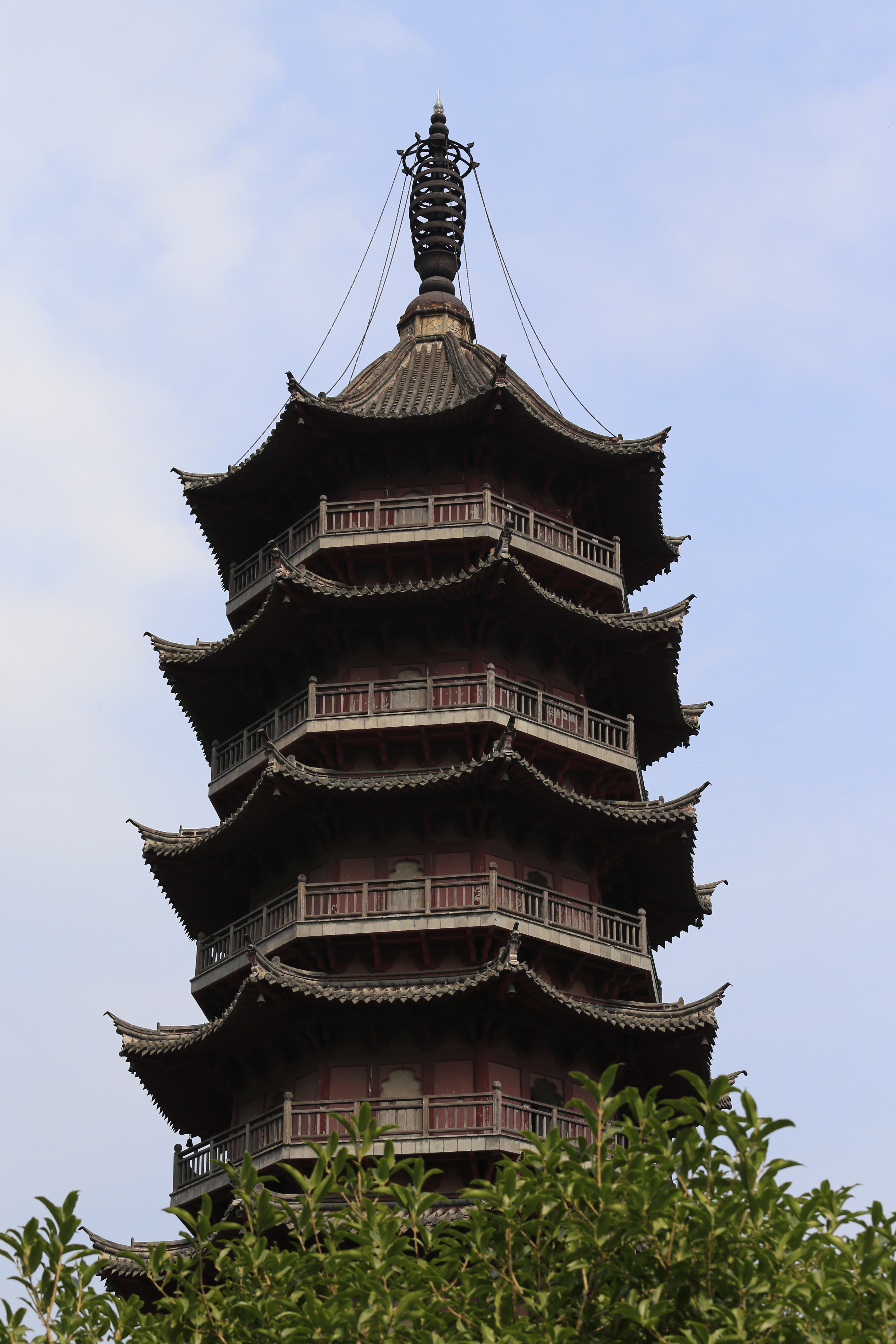
东塔（1995年建）

## 收藏
阿育王寺藏有贮藏舍利的宝箧形铜塔一座。该塔为明慈圣皇太后所赐，高0.46米、宽0.23米，塔身为青色，四面有佛本生故事，舍利放置在内部悬挂的宝磬中。铜塔外另有高6米的石制外护舍利塔一座。寺内藏有自唐代至今碑刻50余件，不乏名人作品，其中有唐代四大天王石刻、贯休画十六羅漢石刻、苏轼书明代万历年间重刻《宸奎阁碑铭》、张九成书《妙喜泉铭》以及董其昌、梅调鼎、章炳麟等知名人物的书法作品。寺内藏经楼藏有南宋本《碛砂版大藏经》、雍正《龍藏》及日本《日续藏》影印本，合称“三藏”:2453。

## 对外交流

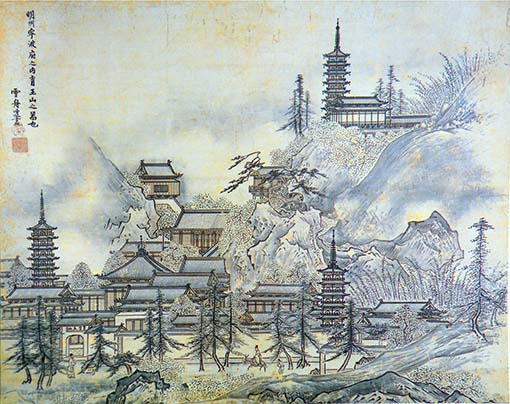
雪舟《育王山图》

阿育王寺对外交流的历史始于唐代。天宝二年（743年），鉴真第三次东渡失败，获救后曾駐锡于阿育王寺，日本僧人榮叡和普照同行。其中，普照曾在阿育王寺长期居留。高丽僧人义通在天台山学习后定居明州，多次到阿育王寺弘法，北宋端拱二年（988年）圆寂后，建塔于鄮山。南宋乾道年间，重源曾三次造访阿育王寺，最初研习佛教，此后改为专心学习佛教建筑，期间为阿育王寺舍利殿营建筹措日本木材。归国后，重源主持重建奈良东大寺，中国天竺式建筑也因此传入日本。日本临济宗开山祖师荣西也曾造访阿育王寺:317,320。元代，月山友桂等一大批日本僧人曾在阿育王寺参学。明代，日本名僧雪舟曾至宁波，绘制了大量以宁波佛寺和城市、山水为主题的画作，其中有描绘阿育王寺景色的《育王山图》。清代实施海禁，阿育王寺与海外的交流基本中断，至1840年后逐渐恢复。1923年日本关东大地震后，阿育王寺僧应日本侨团邀请前往日本超度遇难华侨亡灵。中华人民共和国成立后，阿育王寺的海外交流再次中断，改革开放后迅速恢复，与美国、日本、东南亚的佛教团体频繁互访:324-332。

## 保护
文化大革命结束后的1978年，经李先念批示，中国财政部拨专款150万元人民币，对天童寺、阿育王寺进行维修，其中阿育王寺维修项目包含天王殿、大雄宝殿、舍利殿等23个项目，至1981年底完成。1979年，浙江省革命委员会恢复了阿育王寺作为“二级文化保护单位”的地位:148。1981年6月，阿育王寺被列入浙江省文物保护单位，2006年被列入第六批全国重点文物保护单位。2007年至2010年，由寺方提出，经浙江省古建筑设计研究院主持制订的《阿育王寺保护规划》完成。为保护木构建筑，阿育王寺内自2009年起禁止燃烧蜡烛。宁波轨道交通1号线二期工程和北仑支线铁路电气化工程在途经阿育王寺时，在设计和施工中也采取措施以保护阿育王寺文物建筑和寺院景观。